# 马来西亚华人穆斯林协会
马来西亚华人穆斯林协会（缩写MACMA），又称马来西亚华裔穆斯林协会或马来西亚华裔回教徒协会，成立于1994年9月8日，是马来西亚的一个华人穆斯林组织，总部位于八打灵再也，在全国各州设有分部。该组织代表马来西亚的华人穆斯林群体。